# Renaro
Renaro è una località del comune di Sellano, in provincia di Perugia, situata a 12,7 km da Sellano e ad un'altitudine di 970 m s.l.m..

## Storia
Si tratta di una "villa di transito" sorta durante i secoli medievali. Durante il XV ed il XVI secolo conobbe un certo sviluppo, come dimostrano le sue chiese. Nel settembre 1997 subì pesanti danni a seguito delle scosse telluriche del terremoto che colpì l'Umbria e le Marche..

## Monumenti e luoghi di interesse

### Architettura reliogiosa
- Chiesa di S. Antonio abate;[2]

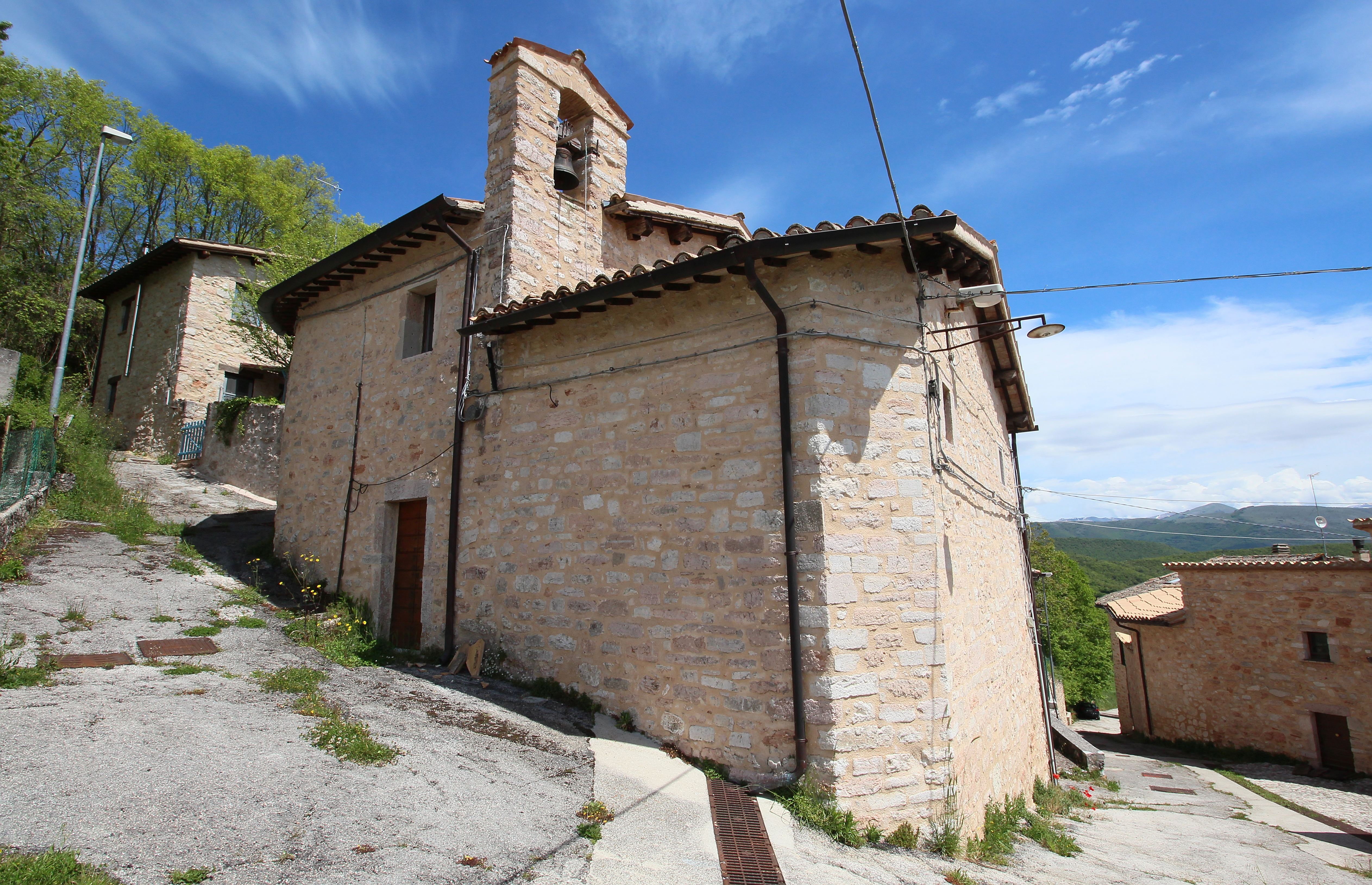
La chiesa di San Giovanni Battista

- Chiesa di S. Giovanni Battista (XV secolo);[3]
- Chiesa di S. Lucia (XVI secolo).[3]